# U-Bahn Mexiko-Stadt
Die U-Bahn Mexiko-Stadt (offizielle Bezeichnung: Sistema de Transporte Colectivo Metro oder STC Metro) ist Teil des öffentlichen Personennahverkehrs im Zentrum und Norden der mexikanischen Hauptstadt und umgebenden Landkreisen. Durch laufenden Ausbau des Netzes besteht es derzeit aus zwölf Linien mit insgesamt rund 201 Kilometern Strecke und 195 Stationen. 2024 benutzten im Durchschnitt täglich 3,201 Millionen Fahrgäste die U-Bahn.
Die U-Bahn von Mexiko-Stadt war das erste U-Bahn-System weltweit, auf dem jede Haltestelle mit einem individuellen Symbol gekennzeichnet ist. Dahinter stand die Absicht, der noch beachtlichen analphabetischen Bevölkerungsschicht entgegenzukommen.

## Geschichte

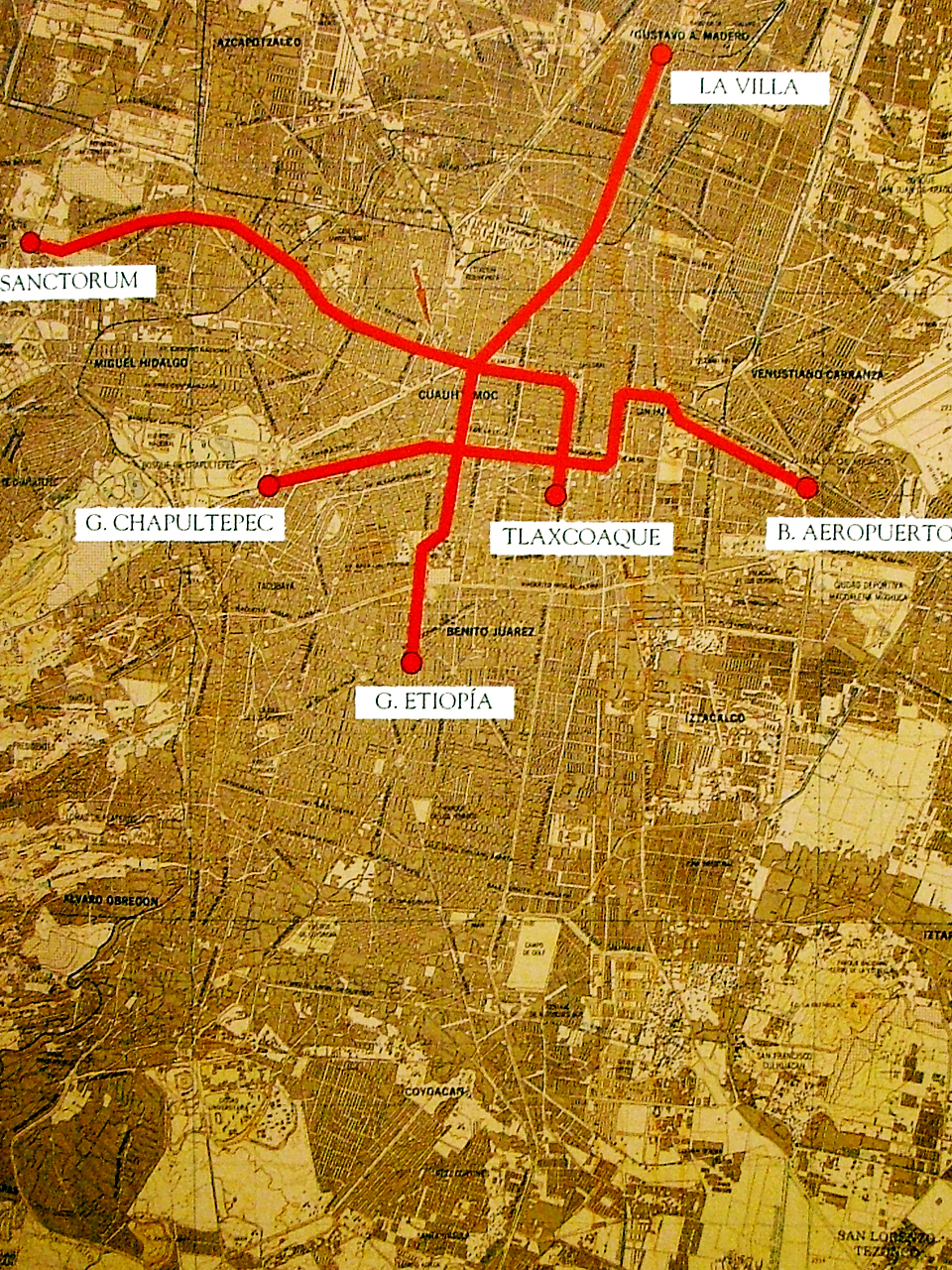
Plan der ersten Ausbauphase 1967–1972

Am 19. April 1967 entschied der „Ejecutivo Federal“ von Mexiko-Stadt, ein U-Bahn-System in der immer schneller wachsenden Stadt zu errichten, um damit der drückenden Verkehrsprobleme Herr zu werden. Bereits im September 1969 wurde die erste Strecke der ersten mexikanischen U-Bahn zwischen den Stationen Zaragoza und Chapultepec mit einer Länge von 11 km und 16 Stationen in Betrieb genommen. Bis 1972 wuchs das Netz auf drei Linien mit 41,3 Kilometern und 48 Stationen, womit die erste Phase der Metro von Mexiko-Stadt fertiggestellt war.
Nach mehreren Jahren Stillstand unter Präsident Luis Echeverría, wurde unter seinem Nachfolger José López Portillo die Comisión Ejecutiva del Metro ins Leben gerufen, um den weiteren Ausbau des Netzes voranzutreiben. Zusammen mit der eigens dafür gegründeten Baufirma Constructora Metro, S. A. wurde 1977 ein erster Masterplan mit fünf neuen Linien und der Erweiterung der drei bis dahin gebauten Linien vorgelegt. Es sollten insgesamt 15 Linien mit einer Gesamtstreckenlänge von 315 Kilometern gebaut werden. Die Arbeiten begannen mit der Erweiterung der Linie 3 in nördliche Richtung von Tlatelolco nach La Raza im Jahr 1978 und bis zur heutigen Endstation Indios Verdes im Jahr 1979 sowie in südlicher Richtung vom Hospital General zum Centro Médico im Jahr 1980 und einige Monate später nach Zapata. Der Bau der Linien 4 und 5 begann und wurde am 26. Mai sowie 30. August 1982 abgeschlossen; erstere von Martín Carrera nach Santa Anita und die Linie 5 von Politécnico nach Pantitlán. Dabei war die Linie 4 war die erste U-Bahn-Linie der Stadt, die aufgrund der geringeren Bevölkerungsdichte als Hochbahn gebaut wurde. Insgesamt wuchs das Netz bis zum Abschluss der Zweiten Ausbauphase auf 79,3 Kilometer mit 80 Stationen.

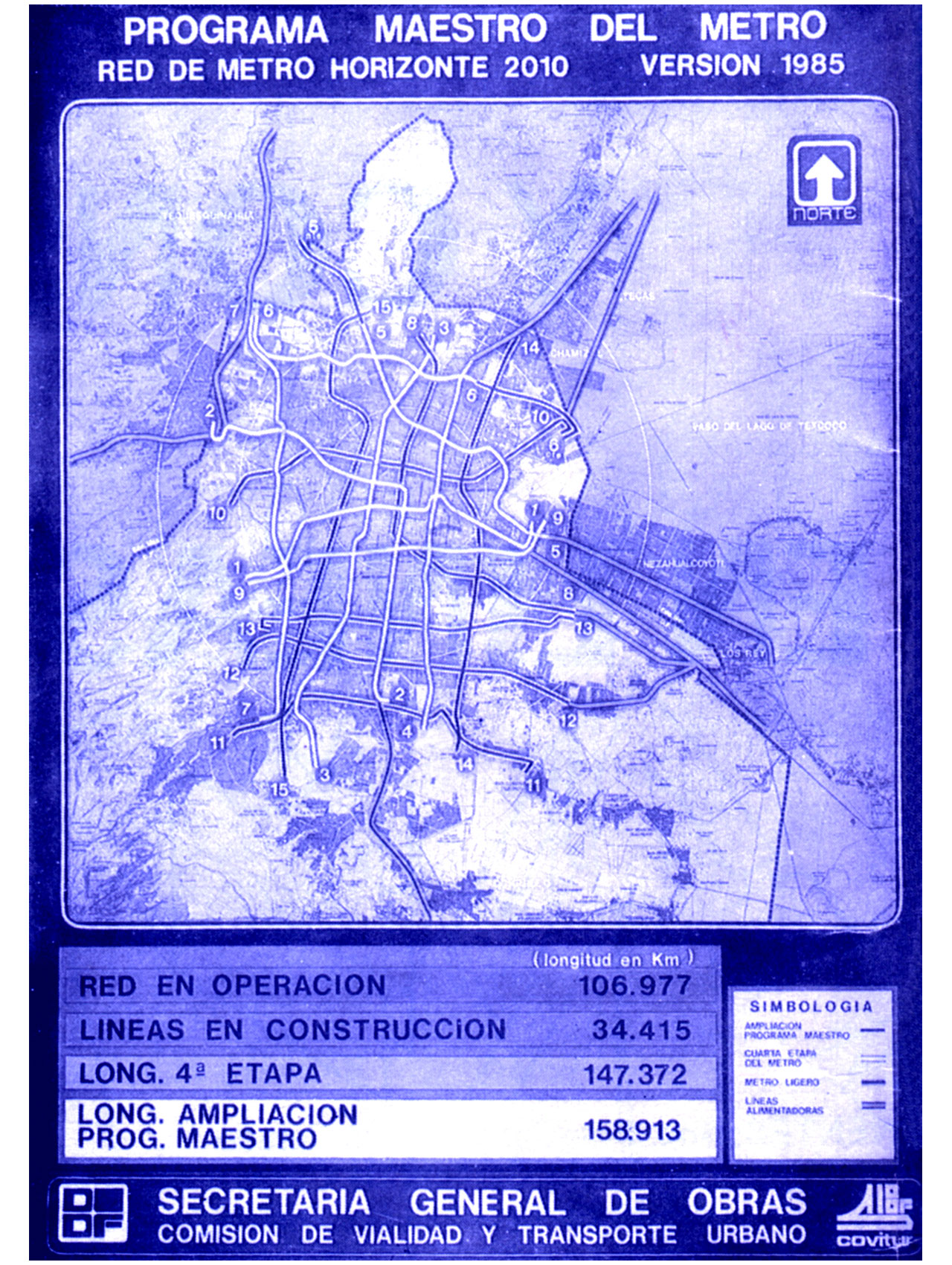
Der Metro-Masterplan 1985

Die dritte Bauphase dauerte von Anfang 1983 bis Ende 1985. Die Strecke der Linie 3 wurde am 30. August 1983 von Zapata nach Universidad verlängert. Die Linie 1 wurde von Zaragoza bis zur heutigen Endstation Pantitlán verlängert, die Linie 2 von Tacuba bis zur heutigen Endstation Cuatro Caminos, beide wurden am 22. August 1984 eröffnet. Zudem wurden die Linie 6 von El Rosario zum Instituto del Petróleo und die Linie 7 von Tacuba nach Barranca del Muerto neu gebaut. Letztere verläuft am Fuße der Sierra de las Cruces, die das Tal von Mexiko auf seiner Westseite außerhalb der alten Seenzone umgibt, sodass Linie 7 als Tieftunnel gebaut werden konnte. Das Netz wuchs in der dritten Phase um 35,2 Kilometer und hatte nunmehr 105 Stationen. Außerdem legte das Secretaría General de Obras del Departamento del Distrito Federal 1985 einen überarbeiteten zweiten Metro-Masterplan vor, der bis 2010 ein Netz von weiterhin 15 Linien mit noch 306,3 Streckenkilometern vorsah, dazu ergänzend 8 Vorortlinien mit S-Bahn-Charakteristik sowie eine Stadtbahnlinie. Die Linie B ist die letzte Strecke, die auf Grundlage dieses Planes gebaut wurde. Ihr Streckenverlauf stellt die Zusammenlegung der 1985 vorgesehenen Linien 10 und B dar. Deshalb die silbergrüne Linienfarbe und die zweifarbige Darstellung im Netzplan.

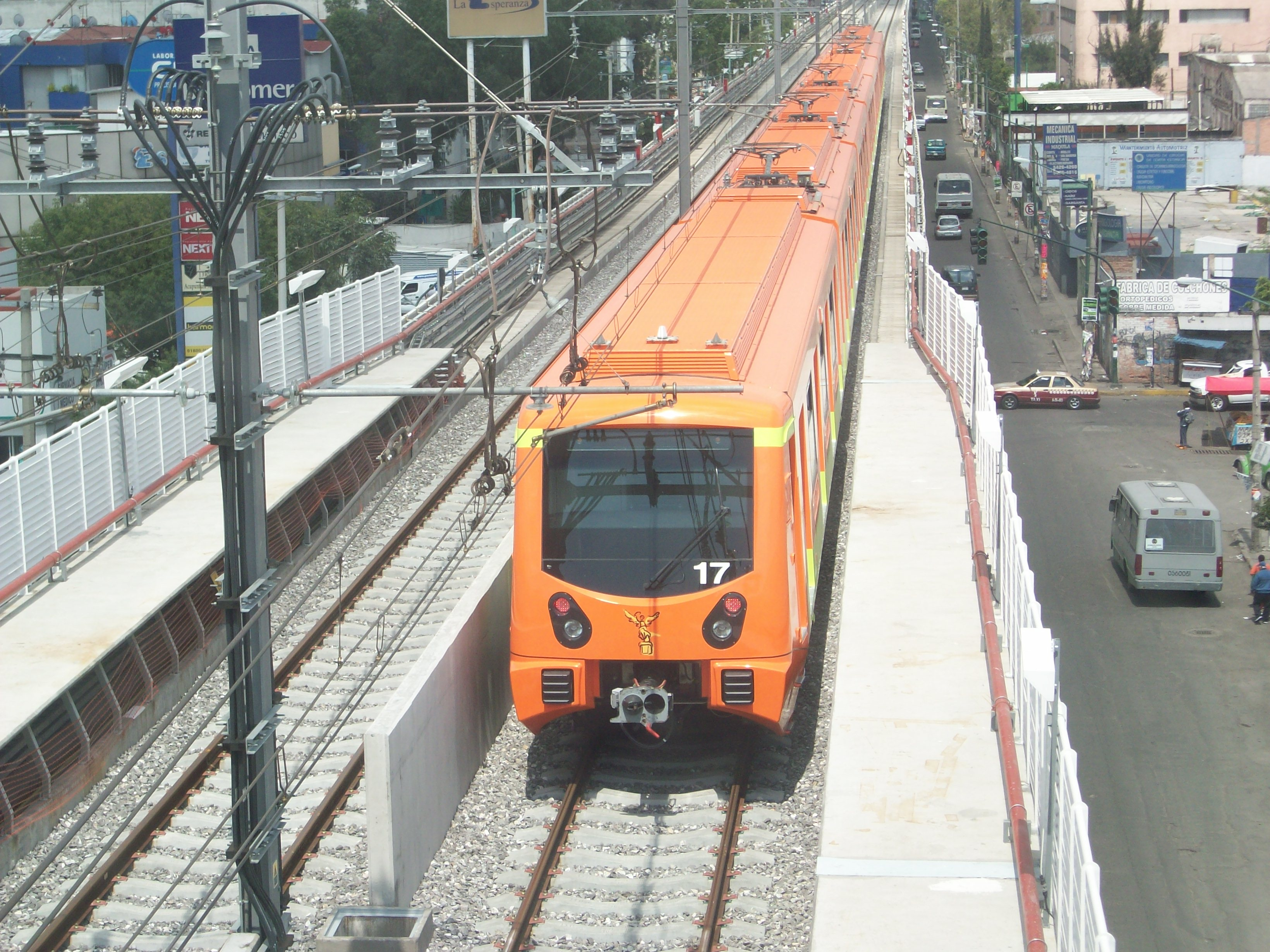
Zug der Baureihe FE-10 auf einem Viaduktabschnitt der Linie 12

Aktuell wird lediglich an der Westverlängerung der Linie 12 gearbeitet, die über 4,6 Kilometer und drei Stationen von Mixcoac nach Observatorio führen wird, wo Anschlüsse zur Linie 1 und der regionalen Schnellbahn El Insurgente nach Toluca bestehen. Das Projekt wurde im Februar 2013 angekündigt und im September des Jahres genehmigt, Baustart war dann am 29. November 2017 mit einer geplanten Eröffnung 2019. Diverse bautechnische und finanzielle Probleme haben immer wieder für Verzögerungen gesorgt, im August 2025 sind nur wenig mehr als die Hälfte aller Bauarbeiten abgeschlossen, sodass kein Fertigstellungstermin der Verlängerung absehbar ist. 

### Streckenchronik
| Eröffnung                            | Linie                                | Strecke                                 | Länge Anm. 1 | Stationen |
| ------------------------------------ | ------------------------------------ | --------------------------------------- | ------------ | --------- |
| 4. September 1969                    | Linie 1                              | Zaragoza – Chapultepec                  | 012,7 km     | 016       |
| 11. April 1970                       | Linie 1                              | Chapultepec – Juanacatlán               | 001,0 km     | 001       |
| 1. August 1970                       | Linie 2                              | Pino Suárez – Tasqueña                  | 011,3 km     | 011       |
| 14. September 1970                   | Linie 2                              | Pino Suárez – Tacuba                    | 008,1 km     | 011       |
| 20. November 1970                    | Linie 1                              | Juanacatlán – Tacubaya                  | 001,1 km     | 001       |
| 20. November 1970                    | Linie 3                              | Tlatelolco – Hospital General           | 005,4 km     | 007       |
| 10. Juni 1972                        | Linie 1                              | Tacubaya – Observatorio                 | 001,7 km     | 001       |
| Gesamt nach Erster Phase 1967–1972   | Gesamt nach Erster Phase 1967–1972   | Gesamt nach Erster Phase 1967–1972      | 041,3 km     | 048       |
| 25. August 1978                      | Linie 3                              | Tlatelolco – La Raza                    | 001,4 km     | 001       |
| 1. Dezember 1979                     | Linie 3                              | La Raza – Indios Verdes                 | 004,9 km     | 003       |
| 7. Juni 1980                         | Linie 3                              | Hospital General – Centro Médico        | 000,8 km     | 001       |
| 25. August 1980                      | Linie 3                              | Centro Médico – Zapata                  | 004,5 km     | 004       |
| 29. August 1981                      | Linie 4                              | Martín Carrera – Candelaria             | 007,5 km     | 007       |
| 19. Dezember 1981                    | Linie 5                              | Pantitlán – Consulado                   | 009,2 km     | 007       |
| 26. Mai 1982                         | Linie 4                              | Candelaria – Santa Anita                | 003,2 km     | 003       |
| 1. Juli 1982                         | Linie 5                              | Consulado – La Raza                     | 003,1 km     | 003       |
| 30. August 1982                      | Linie 5                              | La Raza – Politécnico                   | 003,4 km     | 003       |
| Gesamt nach Zweiter Phase 1977–1982  | Gesamt nach Zweiter Phase 1977–1982  | Gesamt nach Zweiter Phase 1977–1982     | 079,3 km     | 080       |
| 30. August 1983                      | Linie 3                              | Zapata – Universidad                    | 006,6 km     | 005       |
| 21. Dezember 1983                    | Linie 6                              | El Rosario – Instituto del Petróleo     | 009,3 km     | 007       |
| 22. August 1984                      | Linie 1                              | Zaragoza – Pantitlán                    | 002,2 km     | 001       |
| 22. August 1984                      | Linie 2                              | Tacuba – Cuatro Caminos                 | 004,0 km     | 002       |
| 20. Dezember 1984                    | Linie 7                              | Tacuba – Auditorio                      | 005,4 km     | 004       |
| 23. August 1985                      | Linie 7                              | Auditorio – Tacubaya                    | 002,7 km     | 002       |
| 19. Dezember 1985                    | Linie 7                              | Tacubaya – Barranca del Muerto          | 005,0 km     | 004       |
| Gesamt nach Dritter Phase 1982–1985  | Gesamt nach Dritter Phase 1982–1985  | Gesamt nach Dritter Phase 1982–1985     | 114,5 km     | 105       |
| 8. Juli 1986                         | Linie 6                              | Instituto del Petróleo – Martín Carrera | 004,7 km     | 004       |
| 26. August 1987                      | Linie 9                              | Pantitlán – Centro Médico               | 011,7 km     | 009       |
| Gesamt nach Vierter Phase 1986/1987  | Gesamt nach Vierter Phase 1986/1987  | Gesamt nach Vierter Phase 1986/1987     | 130,9 km     | 118       |
| 29. August 1988                      | Linie 9                              | Centro Médico – Tacubaya                | 003,7 km     | 003       |
| 29. November 1988                    | Linie 7                              | Tacuba – El Rosario                     | 005,6 km     | 004       |
| 12. August 1991                      | Linie A                              | Pantitlán – La Paz                      | 017,2 km     | 010       |
| 20. Juli 1994                        | Linie 8                              | Garibaldi – Constitución de 1917        | 020,1 km     | 019       |
| Gesamt nach Fünfter Phase 1988–1994  | Gesamt nach Fünfter Phase 1988–1994  | Gesamt nach Fünfter Phase 1988–1994     | 177,5 km     | 154       |
| 15. Dezember 1999                    | Linie B                              | Buenavista – Villa de Aragón            | 012,1 km     | 013       |
| 30. November 2000                    | Linie B                              | Villa de Aragón – Ciudad Azteca         | 011,6 km     | 008       |
| Gesamt nach Sechster Phase 1994–2000 | Gesamt nach Sechster Phase 1994–2000 | Gesamt nach Sechster Phase 1994–2000    | 201,2 km     | 175       |
| 30. Oktober 2012                     | Linie 12                             | Mixcoac – Tláhuac                       | 025,1 km     | 020       |
| Gesamt nach Siebter Phase 2000–2012  | Gesamt nach Siebter Phase 2000–2012  | Gesamt nach Siebter Phase 2000–2012     | 226,3 km     | 195       |

## Betrieb

### Liniennetz
Das U-Bahn-Netz von Mexiko-Stadt hat 195 Stationen, davon bieten 30 eine Umsteigemöglichkeit zwischen mindestens zwei Metrolinien. 115 der Bahnhöfe sind unterirdisch, 54 sind oberirdisch und 26 befinden sich auf Viadukten mit leistungsfähigen Fußgängerbrücken. Derzeit ist das für die Öffentlichkeit nutzbare U-Bahn-Netz 200,87 km lang, während das gesamte Netz einschließlich der Betriebsstrecken eine Gesamtlänge von 226,49 km hat.
Die Züge verkehren täglich von 5 bis 24 Uhr. Die Taktfolge beträgt 2 bis 3 Minuten während der Hauptverkehrszeiten und 10 bis 15 Minuten in den Schwachverkehrszeiten.
| Linie | Endstationen                     | Länge Anm. 2 | Stationen |
| ----- | -------------------------------- | ------------ | --------- |
| 1     | Observatorio ↔ Pantitlán         | 016,65 km    | 020       |
| 2     | Cuatro Caminos ↔ Tasqueña        | 020,71 km    | 024       |
| 3     | Indios Verdes ↔ Universidad      | 021,28 km    | 021       |
| 4     | Santa Anita ↔ Martín Carrera     | 009,36 km    | 010       |
| 5     | Politécnico ↔ Pantitlán          | 014,44 km    | 013       |
| 6     | El Rosario ↔ Martín Carrera      | 011,43 km    | 011       |
| 7     | El Rosario ↔ Barranca del Muerto | 017,01 km    | 014       |
| 8     | Garibaldi ↔ Constitución de 1917 | 017,68 km    | 019       |
| 9     | Tacubaya ↔ Pantitlán             | 013,03 km    | 012       |
| 12    | Mixcoac ↔ Tláhuac                | 024,11 km    | 020       |
| A     | Pantitlán ↔ La Paz               | 014,89 km    | 010       |
| B     | Buenavista ↔ Ciudad Azteca       | 020,28 km    | 021       |
| Summe | Summe                            | 200,87 km    | 195       |

Die Linien A und B entsprechen in der Zählung nicht den ursprünglich geplanten Linien 10 und 11. Die Linie 10 wurde im Verlauf der Planungen mit der Linie B zusammengelegt, die mittlere und östliche Teilstrecke der 10 von Buenavista nach Villa de Aragón wurde bis 1999 gebaut. Von der im Süden liegenden Tangential-Linie 11 wurde bisher nichts gebaut.

### Stationen

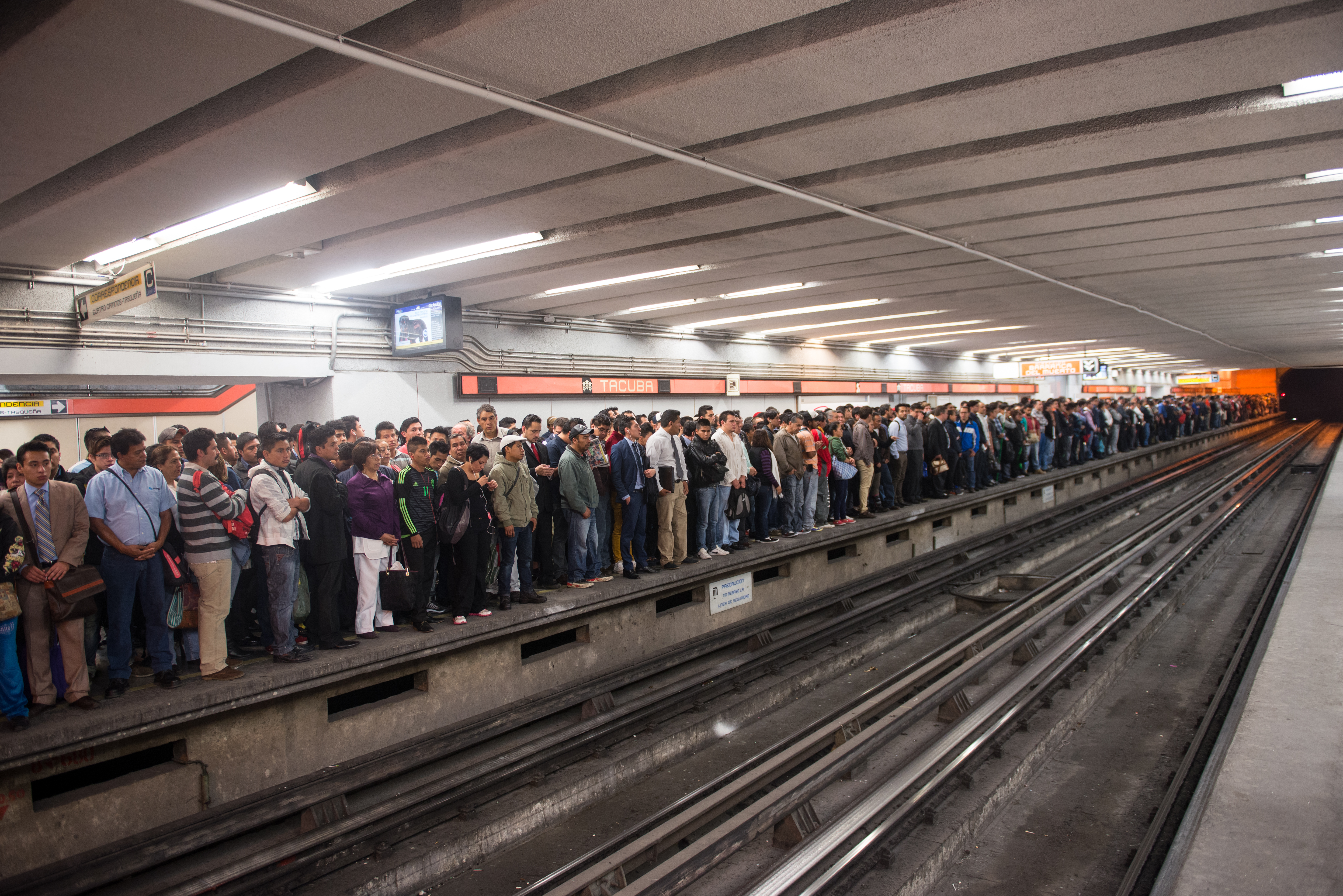
Überfüllter Bahnsteig des U-Bahnhofs Tacuba: Normalzustand im Jahr 2015

Die U-Bahn umfasst insgesamt 195 Stationen, von denen auch 24 Umsteigestellen zwischen den Linien sind. 115 Stationen sind unterirdisch (die tiefste Station ist Barranca del Muerto, diese befindet sich 36 Meter unter dem Straßenniveau), 55 oberirdisch und 25 befinden sich auf Stelzen. Linie 1 verkehrt ausschließlich im Tunnel, während Linie 4 komplett oberirdisch verläuft. Die anderen Linien weisen sowohl unter- als auch oberirdische Abschnitte auf.
184 Bahnhöfe befinden sich innerhalb von Mexiko-Stadt, weitere elf befinden sich außerhalb davon. Eine der vom Fahrgastaufkommen her weltgrößten Umsteigebahnhöfe ist Pantitlán, die Endstation von vier Linien (Linien 1, 5, 9 und A) sowie Dutzenden von Buslinien ist. Die meistbenutzte U-Bahnhof ist Cuatro Caminos, westliche Endpunkt der Linea 2, gelegen im Municipio Naucalpan de Juárez, Estado de México. Auf einigen Linien verkehren Züge, deren erste beiden Wagen nur von Frauen und Kindern benutzt werden dürfen. Diese Vorschrift wird allerdings nur während der Hauptverkehrszeiten durchgesetzt, weil es beim größten Andrang manchmal zu rücksichtslosem Verhalten kam.
Jede Station wird mit einem individuellen Kennzeichen markiert, das in Verbindung mit dem Stationsnamen oder der näheren Umgebung steht. So ist z. B. die Station Zapata nach dem mexikanischen Revolutionär Emiliano Zapata benannt. Das entsprechende Zeichen symbolisiert ihn mit einem Schnurrbart und Sombrero vor grünem Hintergrund. Pino Suárez, ebenfalls nach einem Revolutionär benannt, zeigt aztekische Ruinen, die während des Baus der Station gefunden wurden, als Haltestellenlogo. Die Hintergrundfarbe der Zeichen ist identisch mit den Linienkennfarben. Haltestellen, die von verschiedenen Linien bedient werden, zeigen die jeweiligen Farben in diagonalen Linien.

### Fahrkarten

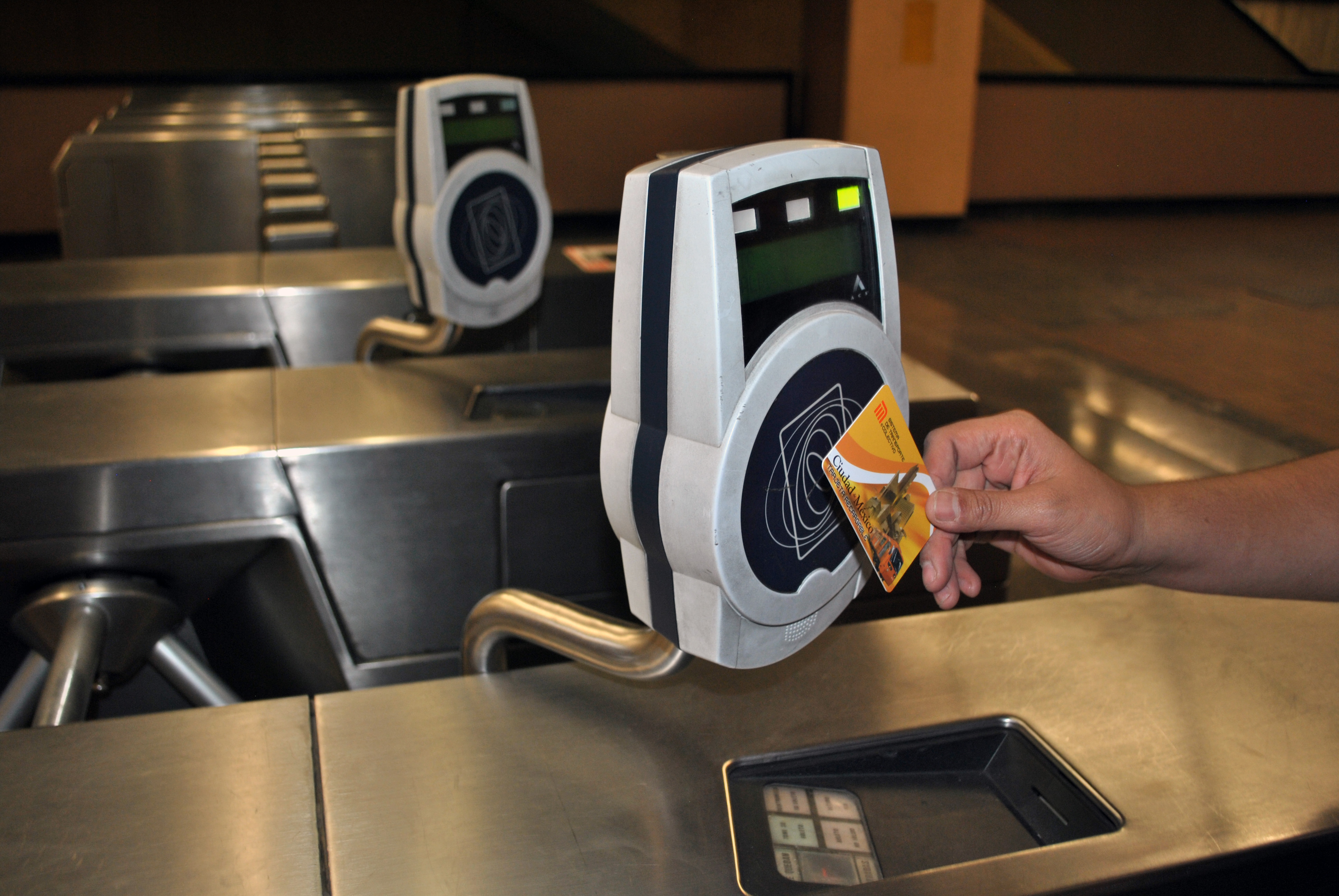
Zugang am Drehkreuz mit wiederaufladbarer Chipkarte (Tarjeta Recargable) als alternativem Ticket

Der Fahrpreis beträgt fünf Mexikanische Peso (ca. 0,23 Euro) pro Fahrt (Stand: August 2025). Kinder unter 5 und Ältere über 60 Jahre, junge Menschen von INJUVE, Menschen mit körperlichen Einschränkungen sowie Uniformierte der Polizei fahren kostenlos mit der U-Bahn.
Fahrkarten werden an Verkaufsstellen verkauft, die an jeder Station zu finden sind. Die Fahrkarten geben beim Betreten der Bahnsteige die Drehkreuze frei. Entwertete Fahrkarten werden vom Drehkreuzlesegerät einbehalten und vernichtet.
Im Juni 2006 wurde damit begonnen, Chipkarten einzuführen. Passende Lesegeräte wurden bereits seit 2004 installiert. In der ersten Phase werden vorausbezahlte Karten zu 300 Peso für 150 Fahrten angeboten. Der hohe Vorauspreis schreckt jedoch potenzielle Nutzer des Systems ab, sodass der Betreiber plant, aufladbare Karten gegen 20 Peso Pfand herauszugeben, um die Akzeptanz zu erhöhen.

### Vorkommnisse
Am 20. Oktober 1975 ereignete sich ein schwerer Auffahrunfall in der Station Chabacano von der Linie 2: Ein vorausfahrender Zug wurde durch eine Notbremsung in der Station festgehalten, ein folgender Zug fuhr mit hoher Geschwindigkeit auf. Der vordere Wagen des zweiten Zuges stieg auf den Zugschluss des vorderen Zuges auf und schlug dabei gegen die Decke der Station. 34 Menschen starben bei dem Unfall.
Am Morgen des 19. September 1985 kam es zum bisher schwersten Erdbeben der Geschichte Mexikos mit einer Stärke von 8,0 auf der Richterskala, dass in der Stadt für drei Minuten andauernde, heftige Erschütterungen sorgte. Am Abend folgte ein ähnlich starkes Nachbeben. Im Gegensatz zu Gebäuden und Infrastruktur an der Oberfläche blieb das U-Bahn-System unbeschädigt, da anstelle von Bögen eine rechteckige Struktur verwendet wurde, die die Streckenbauten erdbebensicherer machte. Dennoch wurde das System umgehend geschlossen und abgeschaltet, um Stromschlägen vorzubeugen, und die Passagiere verließen eigenständig die Tunnel. Zu dem Zeitpunkt gab es 101 Stationen, von denen 32 auch nach der Wiederinbetriebnahme teilweise über mehrere Wochen geschlossen blieben. Der Grund für die Schließungen waren allerdings nicht Schäden an der U-Bahn selbst, sondern oberirdische Rettungs- und dann Beräumungsarbeiten.
Im März 2014 musste die Teilstrecke Tláhuac–Culhuacán mit insgesamt elf Stationen der kaum eineinhalb Jahre zuvor eröffneten Linie 12 wegen Sicherheitsrisiken für die Fahrgäste aufgrund von Schienendeformationen und gebrochenen Schwellen geschlossen werden. Bereits Wochen vor der Eröffnung wurde in zwei Kurven des Hochbahnabschnitts ein ungewöhnlicher Schienenverschleiß festgestellt, weshalb der Abschnitt neu profiliert und 900 Meter Schienen ausgetauscht werden mussten. Und auch kurz vor der Schließung gab es seit Februar umfangreiche Nacharbeiten an den Gleiskörpern mit Nivellieren und Nachjustieren der Schienen, Verdichten des Schotters und dem Festziehen und/oder Ersetzen von Schienen- und Schwellenbefestigungen. Eine Untersuchung der neuerlichen Schäden ergab, dass die Schienen nicht mit den Zügen kompatibel waren, woraufhin es zu Korruptionsvorwürfen kam. Nachdem in 32 Maßnahmen insgesamt über 312.000 Teile, 15 Kilometer Gleise, 26 Weichen und 14.000 Kubikmeter Schotter ausgetauscht und sogar Gleisüberhöhungen in 15 Kurven zurückgebaut wurden, war die Strecke nach 18 Monaten repariert und der Betrieb wurde am 30. November 2015 vollständig wieder aufgenommen. Zwischen 2016 und 2017 wurden die gleichen Arbeiten auch an der weiteren Strecke durchgeführt, diese zweite Sanierungsphase kostete rund 800 Millionen Pesos, umgerechnet knapp 43 Millionen Euro.
Am 9. Januar 2021 kam es in der Leitstelle zu einem Großbrand. Dabei kam eine Polizistin ums Leben. Mehrere U-Bahn-Linien konnten nicht mehr fahren.
Am späten Abend des 3. Mai 2021 stürzte ein Viadukt der Metro über der Straße Avenida Tláhuac bei der Station Olivos ein, während es von einem Zug der Linie 12 befahren wurde. Zwei Wagen des U-Bahn-Zuges stürzten auf die Straße. Bei dem Unglück kam es zu mindestens 23 Toten sowie 79 Verletzten. Von Anwohnern waren bereits seit einem Erdbeben im September 2017 Schäden an der Strecke beklagt worden: An Pfeilern der Strecke wurden damals Risse festgestellt. Als Ursache für das Unglück wird Baupfusch angenommen.

## Fahrzeuge
Der Wagenpark der Metro von Mexiko-Stadt besteht aus 2805 Einzelwagen (331 Züge) mit Gummirädern sowie 408 weiteren Wagen (63 Züge) mit Stahlrädern. Alle Züge der Strecken mit Ausnahme der Linien A und 12 sind mit Gummirädern/Gummireifen ausgestattet, ähnlich der Fahrzeuge einiger Linien der Metro in Paris oder bei den U-Bahnen in Montréal und Santiago de Chile. Man entschied sich für diese Variante, weil sie bei den geologischen Gegebenheiten Mexiko Stadts eine erschütterungsärmere Fahrt gewährleistet. Als Folge gehört der intensive Geruch von erhitztem Gummi als fester Bestandteil zum Raumklima der meisten Metrostationen.
Nur die Fahrzeuge der Linie A und 12 benutzen konventionelle Stahlräder.

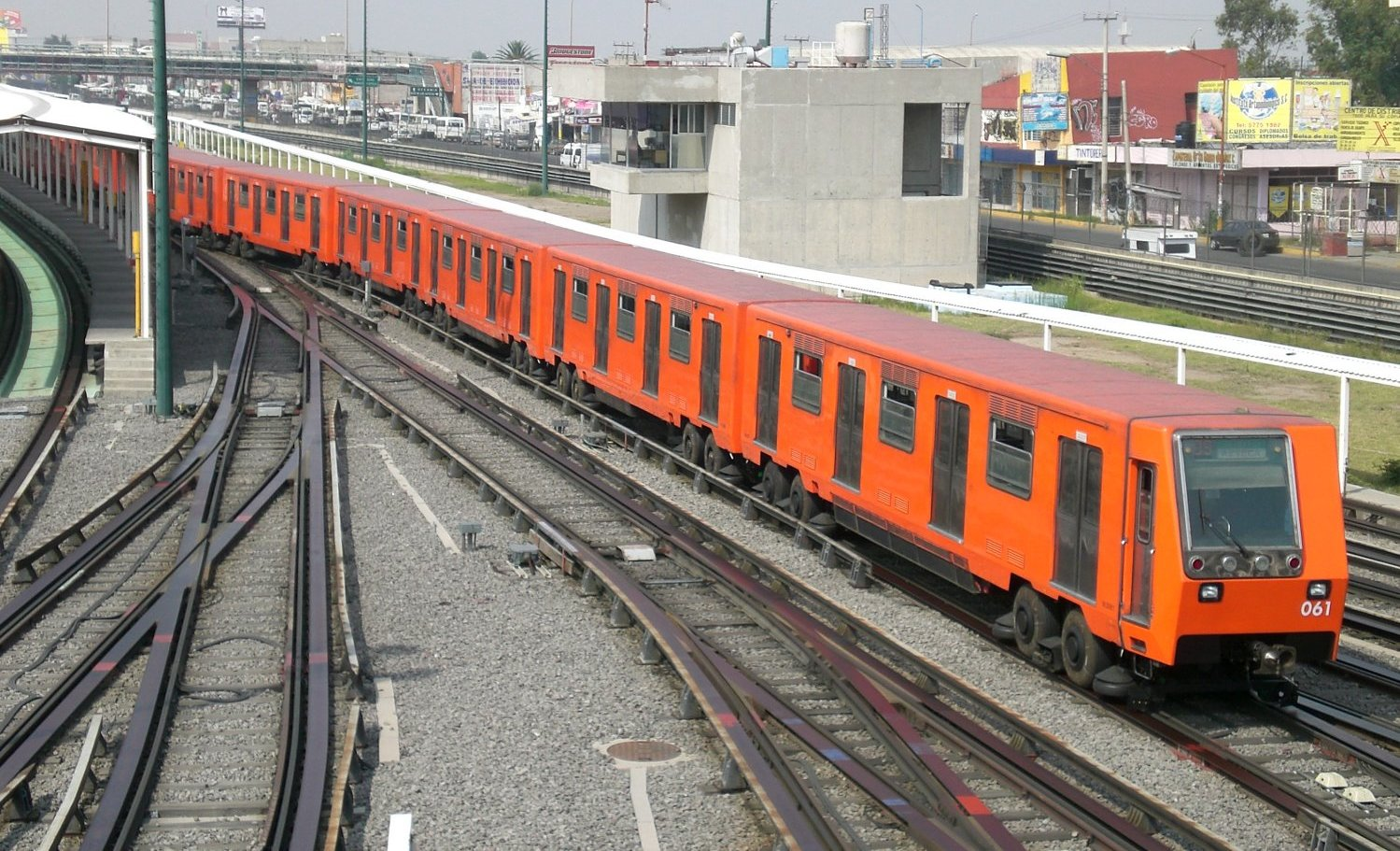
Gummibereifte erste Baureihe MP-68 von Alsthom
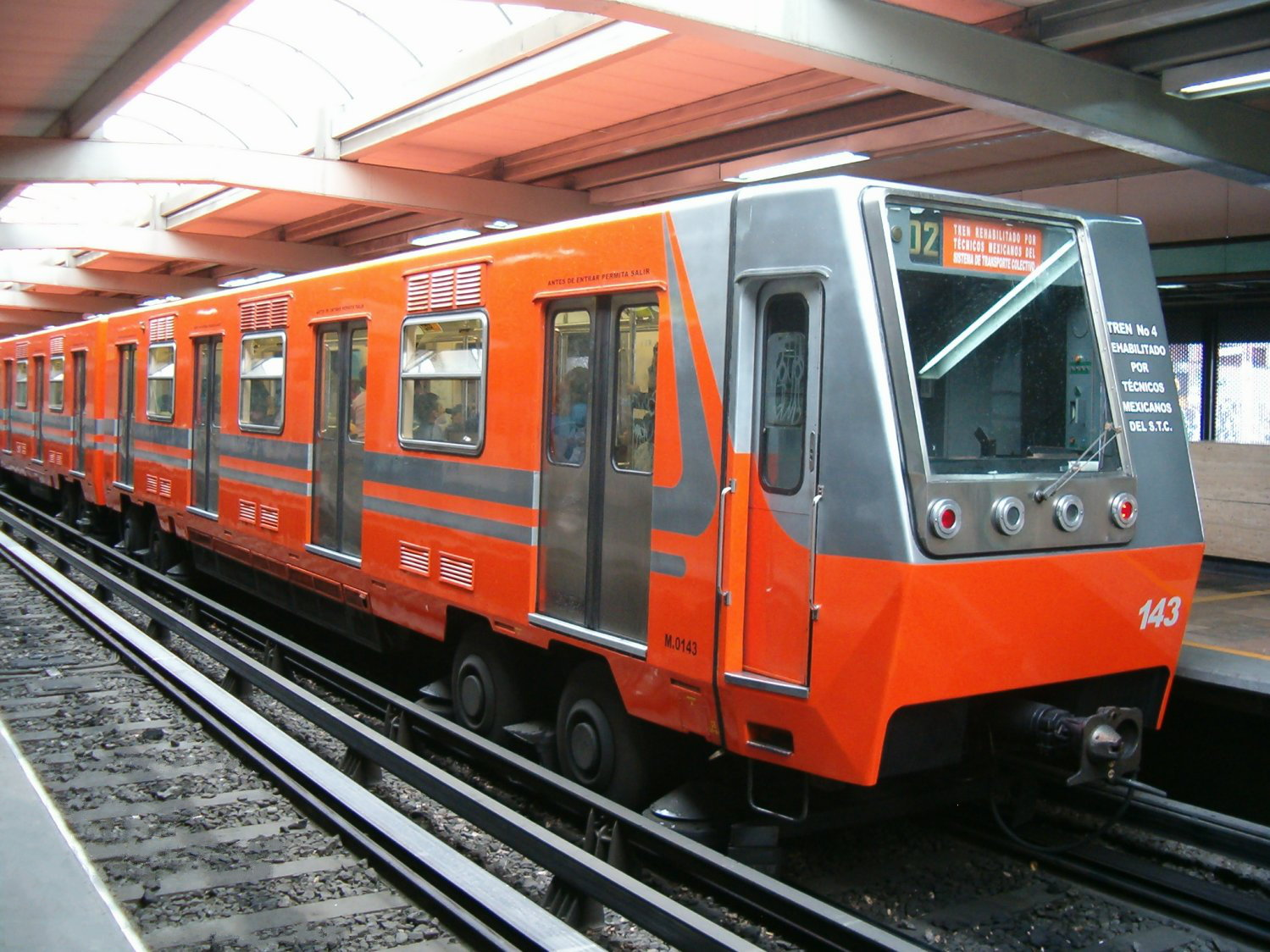
Überarbeiteter NM-73 in Sonderlackierung
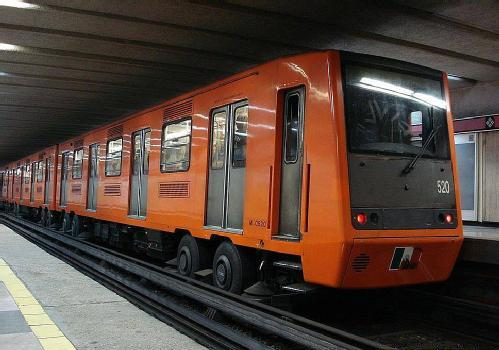
NE-92
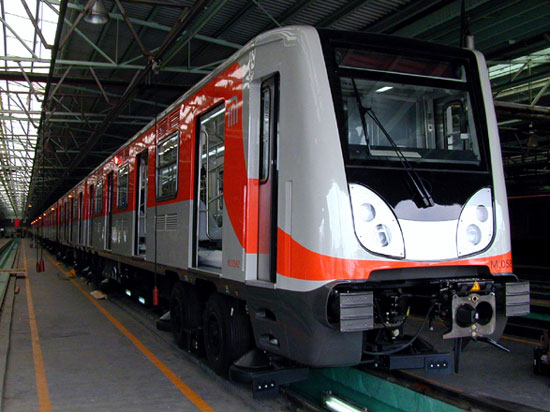
NM-02
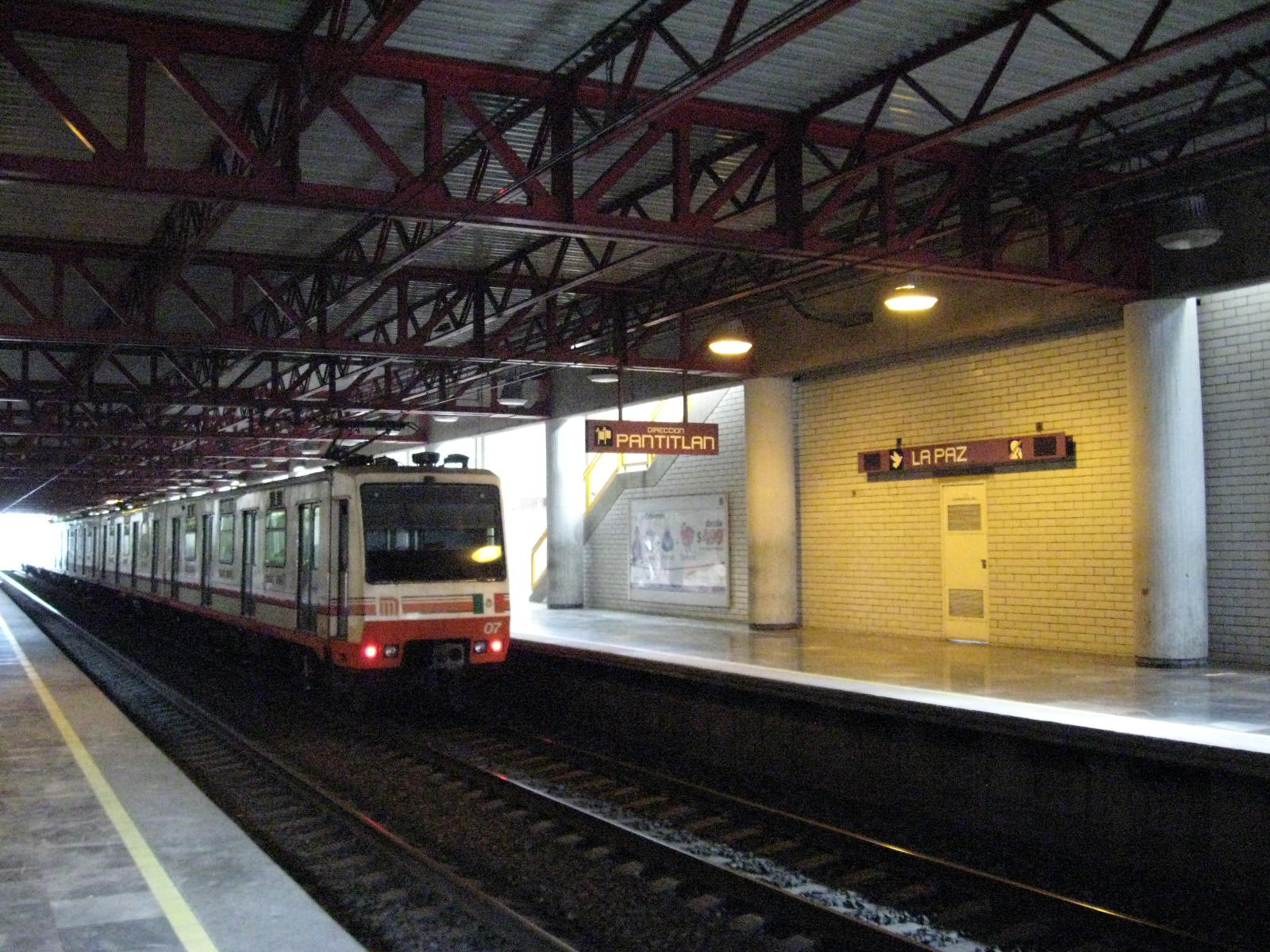
FM-86 (Stahlräder) auf der Line A (2008)
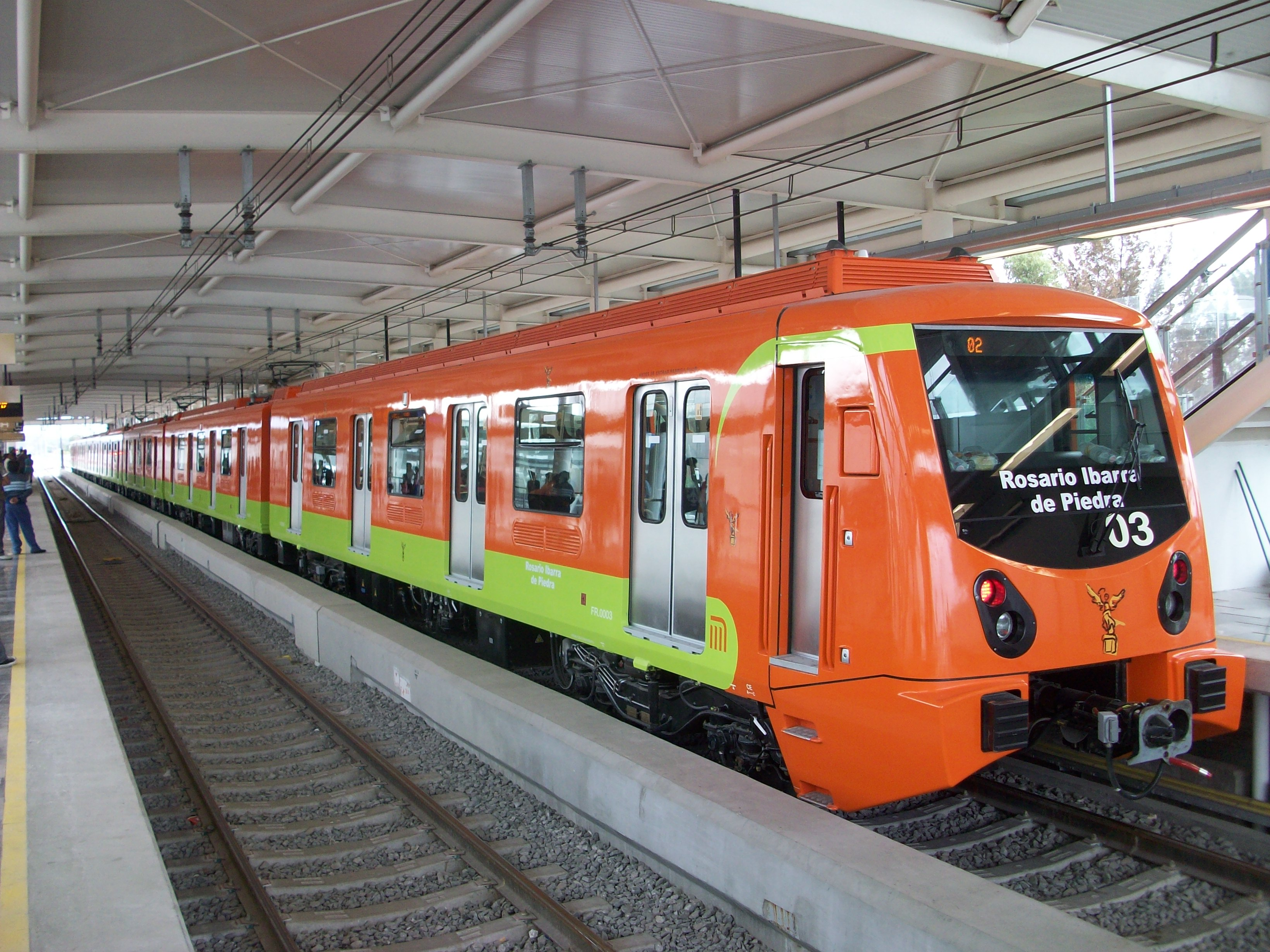
FE-10, 30 Siebenwagenzüge von CAF für die Linie 12

## Betriebswerkstätten
Derzeit sind in dem U-Bahn-Netz vier große Betriebswerkstätten und Depots mit den Namen La Paz, Zaragoza, Ticoman und El Rosario verteilt.

## Andere Verkehrsmittel im Raum Mexiko-Stadt

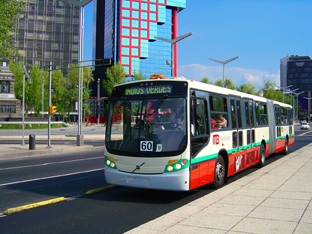
Volvo-Gelenkbus als Metrobus

Im Anschluss der südlichen Endhaltestelle Tasqueña der Linie 2 verkehrt eine teilweise auf Viadukten geführte Stadtbahn. Diese ist ein Umbau ehemaliger Straßenbahnlinien und wurde in drei Phasen in Betrieb genommen: 1986 Tasqueña – Estadio Azteca, 1988 Huipulco – Xochimilco und 1990 Estadio Azteca – Tlalpan, wobei der Streckenast nach Tlalpan später wieder eingestellt wurde. Straßenbahnen verkehren seit 1984 nicht mehr.
Ferner wurde ein Metrobus genanntes System eingerichtet, in dem Gelenkbusse als Schnell-Linien auf einer allein ihnen vorbehaltenen Fahrbahn mit speziellen bahnsteigartigen Haltestellen verkehren. Im Jahre 2019 wurden sieben beinahe die gesamte Stadt durchquerende Linien mit 239 Haltestellen und 125 km Länge angeboten. Die Busse auf einer Linie werden von verschiedenen Gesellschaften betrieben. Der Fahrpreis beträgt fünf Mexikanische Peso (MXN$) und wird durch die wiederaufladbare Smartcard Tarjeta Mi entrichtet.
Die der Stadt gehörende Gesellschaft Servicio de Transportes Eléctricos del Distrito Federal (STE) betreibt seit 1951 ein Netz von O-Bussen mit aktuell 13 Linien, 290 Fahrzeugen und einer Netzlänge von 203,6 Kilometern (August 2025). Der Fahrpreis für eine Einzelfahrt beträgt je nach Linie zwischen 4 und 13 MXN$.
Außerdem betreibt STE drei Luftseilbahnlinien Cablebús mit 21 Stationen auf insgesamt 25,6 Kilometern Streckenlänge. Der Fahrpreis für eine Einzelfahrt kostet hier 7 MXN$.